# Персианов, Владимир Александрович
Владимир Александрович Персианов (18 июня 1932 — 12 мая 2020) — экономист-транспортник, кандидат технических наук (1959), доктор экономических наук (1972), профессор (1977), заслуженный деятель науки РФ, действительный член Российской академии транспорта (1991), Международной академии транспорта (1998), директор Института управления на транспорте и логистики ГУУ (1994—2008 гг.), заведующий кафедрой Управления пассажирскими перевозками Государственного университета управления (2001—2022 гг.).

## Биография
В 1955 году, после окончания Московского института инженеров железнодорожного транспорта, поступил на работу в Институт комплексных транспортных проблем АН СССР (впоследствии — ИКТП при Госплане СССР). Здесь, в течение многих лет, им проводились системные исследования железнодорожного транспорта СССР и моделирование транспортных систем. Первые научно-исследовательские работы относятся к середине 1950-х годов.
Работая в должности заведующего отделом Центрального научно-исследовательского института экономики и эксплуатации водного транспорта (ЦНИИЭВТ), внёс большой вклад в исследование проблем развития речного транспорта и его взаимодействия с железными дорогами.
В интервью газете «Гудок» зав. кафедрой Управления на транспорте ГУУ, профессор П. В. Метёлкин говорит :

«Несмотря на то, что в своих работах Владимир Персианов занимается всеми видами транспорта, в душе он всегда остаётся железнодорожником».
В начале 1980-х В. А. Персианов переходит на педагогическую работу в Московский институт управления им. С.Орджоникидзе (в наст. время — Государственный университет управления).
В 1994 году на базе транспортных кафедр в (тогда) Государственной академии управления (ГАУ) был создан Институт управления на транспорте, директором которого был избран профессор В. А. Персианов.
1 ноября 2001 года в ГУУ была создана кафедра «Управление пассажирскими перевозками». С этого времени и до её расформирования в 2012 г. В. А. Персианов являлся заведующим кафедрой. В 2013 −2015 гг. — профессор Методического управления ГУУ.
Умер в Москве 12 мая 2020 года от осложнений, вызванных инсультом.

## Научная и экспертная деятельность
В. А. Персианов активно работал в составе Экспертных комиссий Госплана СССР и Госстроя СССР, а в 1992—2012 гг. — комитета по транспорту Государственной думы РФ и Министерства экономического развития РФ.
Являлся членом научно-технического совета Министерства транспорта РФ, экспертного совета по железнодорожному транспорту Федеральной антимонопольной службы (ФАС), в экспертной группе Общественной палаты РФ по национальным инфраструктурным проектам

## Научные труды
- Основы построения транспортных узлов / С. В. Земблинов, В. А. Бураков, А. М. Обермейстер, А. А. Поляков, В. А. Персианов и др. — М.: Трансжелдориздат, 1959. — 454 с.
- Персианов В. А., Скалов К. Ю., Усков Н. С. Моделирование транспортных систем — М.: Транспорт, 1972. — 208 с.
- Транспорт страны Советов: Итоги за 70 лет и перспективы развития / И. В. Белов, В. А. Персианов, Б. А. Волков и др.; Под ред И. В. Белова. — М.: Транспорт, 1987. — 311 с.
- Персианов В. А. Милославская С. В. Смешанные железнодорожно-водные перевозки — М.: Транспорт, 1988. — 230 с.
- Громов Н. Н., Персианов В. А. Управление на транспорте — М.: Транспорт, 1990. — 336 c.
- Белов И. В., Персианов В. А. Экономическая теория транспорта в СССР. — М.: Транспорт, 1993. — 415 с.
- Единая транспортная система: Учебник для вузов / В. Г. Галабурда, В. А. Персианов, А. А. Тимошин, С. В. Милославская, Н. А. Троицкая; Под ред. В. Г. Галабурды. — М.: Транспорт, 1996. — 295 с.
- Экономика пассажирского транспорта / Под ред. В. А. Персианова — М.: Кнорус, 2012
- Научная мысль в развитии транспорта России: историческая ретроспектива, проблемные вопросы и стратегические ориентиры / Под ред. В. С. Горина и В. А. Персианова — М.:Изд «ТрансЛит», 2019. — 496 с.